# 伊尔申
伊尔申是奥地利克恩顿州德劳河畔施皮塔尔县的一个市镇。总面积33.35平方公里，总人口2060人，人口密度61.8人/平方公里（2005年）。